# Преди да заспя
„Преди да заспя“ (на английски: Before I Go To Sleep) е британски игрален филм от 2014 г. Създаден е по едноименния трилър на С. Дж. Уотсън.

## Сюжет
Представя историята на Кристин Лукас (Никол Кидман), която всяка сутрин се събужда без никакъв спомен коя е и какво е правила предишния ден. И всяка сутрин съпругът ѝ (Колин Фърт) съобщава, че вследствие на инцидент тя страда от антероградна амнезия, която не ѝ позволява да помни нова информация повече от ден. Когато с нея се свързва д-р Наш (Марк Стронг), който ѝ помага да възвърне паметта си, Кристин разбира, че си води таен видеодневник – с него тя се опитва да внесе ред в хаоса на живота си и да достигне до истината в миналото ѝ.